# Statice
Statice är ett släkte av triftväxter. Statice ingår i familjen triftväxter.

## Dottertaxa tillStatice, i alfabetisk ordning[1]
- Statice abnormis
- Statice acutifolia
- Statice akkensis
- Statice alberti
- Statice alliacea
- Statice alpina
- Statice altaica
- Statice ambigua
- Statice amblyoloba
- Statice andina
- Statice annulata
- Statice apollinaris
- Statice ararati
- Statice arborescens
- Statice arctica
- Statice aretiifolia
- Statice aristata
- Statice asparagoides
- Statice auriculata
- Statice australis
- Statice beaumierana
- Statice bella
- Statice bellidifolia
- Statice besseriana
- Statice bocconi
- Statice bonduelli
- Statice brunneri
- Statice californica
- Statice carthaginensis
- Statice caryophyllacea
- Statice catalaunica
- Statice cespitosa
- Statice chilensis
- Statice coincyi
- Statice confusa
- Statice coriacea
- Statice coriacifolia
- Statice crispa
- Statice cylindrica
- Statice cymulifera
- Statice dentata
- Statice dianthodes
- Statice dichotoma
- Statice dickensonii
- Statice dicksoniana
- Statice doerfleri
- Statice drepanostachya
- Statice dubyei
- Statice dufourei
- Statice ebusitana
- Statice echinata
- Statice echioides
- Statice elata
- Statice erectiflora
- Statice eugeniae
- Statice faustii
- Statice ferganensis
- Statice floribunda
- Statice fontquerii
- Statice formosa
- Statice fortuni
- Statice friderici
- Statice frutescens
- Statice fruticulosa
- Statice gaillardotii
- Statice globularifolia
- Statice globulifera
- Statice gobica
- Statice gomezi-jordanae
- Statice grandiflora
- Statice gussoniana
- Statice humilis
- Statice intermedia
- Statice juncea
- Statice karelinii
- Statice klementzii
- Statice kossmatii
- Statice kraussiana
- Statice labradorica
- Statice lanceolata
- Statice letourneuxii
- Statice leucantha
- Statice leucocephala
- Statice leucocoleum
- Statice limonium
- Statice linifolia
- Statice longearistata
- Statice macloviana
- Statice majellensis
- Statice manricarum
- Statice mauritanica
- Statice maurocenia
- Statice minuta
- Statice molesi
- Statice muelleri
- Statice multiramea
- Statice nashii
- Statice neumanii
- Statice occidentalis
- Statice oleifolia
- Statice ornata
- Statice orphanidis
- Statice owerini
- Statice palmaris
- Statice patagonica
- Statice paui
- Statice perfoliata
- Statice pinto-silvae
- Statice ponzoi
- Statice potaninii
- Statice pseud-armeria
- Statice pseudoconfusa
- Statice psiloclada
- Statice recurva
- Statice reinwardtii
- Statice reticulata
- Statice roborowskii
- Statice rorida
- Statice rupicola
- Statice sanjurjoi
- Statice scabra
- Statice scoparia
- Statice sennenii
- Statice sewerzowi
- Statice speciosa
- Statice superba
- Statice taubertii
- Statice tetragona
- Statice thessala
- Statice trigonoides
- Statice trinervia
- Statice tripteris
- Statice triquetra
- Statice welwitschii
- Statice vestita
- Statice viciosoi
- Statice virgatoformis
- Statice virginica